# Смотрич, Бецалель
Бецалель Йоэль Смотрич (ивр. בְּצַלְאֵל יוֹאֵל סְמוֹטְרִיץ׳‎; род. 27 февраля 1981, Хаспин, Северный округ, Израиль) — израильский ультраправый политический и государственный деятель, министр финансов (с 29 декабря 2022) в 37-м правительстве Израиля.
Член кнессета начиная с 20-го созыва. Лидер партии «Национальная религиозная партия – Религиозный сионизм», ранее — член от партий «Ткума — Ихуд Леуми» и «Ямина». Министр транспорта и безопасности на дорогах в 34-м правительстве Израиля.

## Биография
Родился в мошаве Хаспин на Голанских высотах. Рос в поселении Бейт-Эль.
Во время протестов против плана размежевания был арестован Шабаком, провёл три недели в тюрьме. В 2006 году помогал организовать «Парад зверей» в качестве протеста против гей-парада в Иерусалиме, о чём впоследствии сожалел.
Смотрич также является соучредителем неправительственной организации Регавим, которая отслеживает и подаёт судебные иски в израильской судебной системе против строительства, предпринимаемого палестинцами, бедуинами и другими арабами в Израиле и на Западном берегу без разрешения Израиля.

## Скандалы
Высказывания Смотрича вызывали многочисленные скандалы.
Среди прочего, его гомофобные высказывания, критика закона о запрете конверсионной терапии, призывы отказывать в продаже домов арабам, призыв сегрегации арабских и еврейских рожениц, призыв расстреливать на месте палестинских метателей камней, призывы создать галахическое государство, высказывания против реформистского иудаизма вызвали резкую критику.